# Keserü Ilona
Keserü Ilona (Pécs, 1933. november 29. – ) a Nemzet Művésze címmel kitüntetett, Kossuth-díjas magyar festőművész. Művészneve Ilona Keserü Ilona.

## Élete, munkássága
Édesapja 1945–1947 között vármegyei alispán volt. 1946 és 1950 között a pécsi Képzőművészeti Szabadlíceumban, majd 1950 és 1952 között a Képző- és Iparművészeti Gimnáziumban tanult. 1952-ben felvették a Képzőművészeti Főiskolára, ahol 1958-ban végzett festő szakon, de a freskó szakon is tanult. Az első három évben Bencze László, azután Szőnyi István volt a tanára, ám ő Martyn Ferencet tartja igazi mesterének, aki már 1945-től foglalkozott vele Pécsett.
1960-tól könyvillusztrációkat készített a Szépirodalmi és a Móra Ferenc Kiadó számára. Díszlet- és jelmeztervezéssel is foglalkozott (1967–1976) a Nemzeti Színház, a Katona József Színház, az Ódry Színpad, az Operaház, a kaposvári Csiky Gergely, a kecskeméti Katona József és a Marosvásárhelyi Magyar Színház előadásaihoz. 1983-tól rajzot és festészetet tanított Pécsett, a Pécsi Tudományegyetemen (1991-től egyetemi tanár, 2003-tól professor emerita). 2003 és 2008 között Színerő címmel doktoranduszok részére többhetes festészeti kurzusokat és kiállításokat szervezett nagyméretű művek készítésére és bemutatására a pécsi Zsolnay Kulturális Negyed területén. Ő a Pécsi Képzőművészeti Mesteriskola egyik alapítója. Külföldön is volt vendégprofesszor: 1985-ben az École des Beaux Arts (Cergy-Pontoise), 1998-ban a University of Hertfordshire látta vendégül. Pályafutása alatt számos külföldi tanulmányúton vett részt Lengyelországtól az Amerikai Egyesült Államokig.
1963-ban olasz állami ösztöndíjjal részt vett a római Accademia di Belle Arti szabad kurzusán. 1984-ben Munkácsy Mihály-díjat kapott, 1989-ben érdemes művész lett, majd 1996-ban megkapta a Magyar Köztársasági Érdemrend tisztikeresztjét. 1993-ban tagja lett a Széchenyi Irodalmi és Művészeti Akadémiának. 2000-ben Kossuth-díj kitüntetésben részesült.
1976-tól házastársa Vidovszky László.

## Tanulmányutak, fontosabb külföldi utazások
- 1959, 1960: Lengyelország, Csehszlovákia
- 1961: Sopron, nyári művésztelep; Bulgária, tanulmányút
- 1962–1963: Róma, egy év Olaszországban
- 1969–1973: Villány, nyári nemzetközi alkotótelep
- 1970: Köln, Amszterdam, London, Párizs
- 1972: Piešťany–Moravany nemzetközi alkotótelep, Csehszlovákia
- 1973: Velence (Olaszország), Aix-en-Provence (Franciaország); Moszkva, Leningrád, Riga (Szovjetunió)
- 1974: Vence, Károlyi Alapítvány nemzetközi művésztelepe, Franciaország
- 1976: Kréta (Görögország)
- 1979–1984: Nyári műterem Szentendrén, Grafikai Műhely
- 1985: Magyar Hét Szimpozion, Tokió (Japán)
- 1988: Massachusetts, New York (Amerikai Egyesült Államok)
- 1988: Művészetek Olimpiája, Szöul (Dél-Korea)
- 1991: Art Fair, Los Angeles, New York, USA
- 1997: Tavaszi Műhely, Pécs, nemzetközi tudományos-művészeti konferencia (szervező), Howard Hodgkin nagy kiállítása, Hayword Gallery, London
- 2001: Róma, Magyar Akadémia, NKÖM ösztöndíj
- 2004: Firenzei Egyetem, magyar irodalom, filozófia, művészet konferencia

## Egyéni kiállítások (válogatás)
- 1963: Róma, Galleria Bars
- 1964: Budapest, Jókai Klub
- 1967: Budapest, BME Kollégiumi Klub
- 1969: Budapest, Fényes Adolf Terem (Bencsik Istvánnal és Major Jánossal)
- 1973: Csepel, Csepel Galéria
- 1978: Székesfehérvár, Csók István Képtár (gyűjteményes)
- 1983: Budapest, Műcsarnok (gyűjteményes)
- 1989: Berlin, Galerie Eremitage
- 1999: Budapest, Szinyei Szalon
- 2001: Győr, Városi Művészeti Múzeum Képtára
- 2002: Róma, Accademia d’Ungheria
- 2002: Pécs, Múzeum Galéria
- 2002: Budapest, Blitz Modern Galéria, MEO
- 2004: Budapest, MEO (gyűjteményes)
- 2004: Budapest, Ludwig Múzeum (gyűjteményes)
- 2004: London, Hungarian Cultural Centre
- 2005: Budapest, AL Galéria
- 2008: Debrecen, MODEM
- 2011: Pozsony, Danubiana Meulensteen Art Museum

## Csoportos kiállítások (válogatás)
- 1950: Ifjúsági Képzőművészeti és Iparművészeti Kiállítás, Nemzeti Szalon, Budapest
- 1966: Stúdió 66, Ernst Múzeum, Budapest
- 1968: Pozsony, Dom Umenia, „Danuvius 1968”
- 1968: Budapest, Iparterv Tervezőiroda, „Iparterv”
- 1969: Oldenburg, „Ungarische Künstler”
- 1975: Újdelhi, Lalit Kala Akademi, 2. Triennále India
- 1976: Milánó, Palazzo Reale, „Pittura Ungherese del XX. Secolo”
- 1976: Firenze, Nemzetközi grafikai biennále
- 1980: Velence, XXXIX. Velencei biennálé, Magyar Pavilon
- 1982: Marseille, Musée Cantini
- 1982: Párizs, L’Espace Pierre Cardin, „L’art hongrois contemporain”
- 1985: Graz, Neue Galerie am Landesmuseum Joanneum, „Drei Generationen ungarischer Künstler”
- 1988: Szöul, National Museum of Contemporary Art, „Olympiade of Arts”
- 1992: Münster, Westfalisches Landesmuseum, „Das offene Bild. Aspekte der Moderne in Europa nach 1945”
- 1998: Varsó, Zaheŧa, „Magyar jelenlét”
- 1999: Bécs, Museum Moderner Kunst Stiftung Ludwig, „Aspekten/Positionen”
- 1999: Budapest, Műcsarnok „Perspektíva”
- 2002: Berlin,  Stiftung Brandenburger Tor im Max Liebermann Haus, „Situation Ungarn”
- 2004: Firenze, Palazzo Pazzi UNIFI

## Művei közgyűjteményekben
- Aachen, Ludwig Museum (Németország)
- Amersfoort, Mondriaanhuis (Hollandia)
- Berlin, Nationalgalerie (Németország)
- Budapest, Fővárosi Képtár
- Budapest, Francia Intézet
- Budapest, Kassák Emlékmúzeum
- Budapest, Magyar Nemzeti Galéria
- Gubbio, Museo e Pinacoteca Comunali (Olaszország)
- Győr, Győri Képtár
- Kamien–Pomorsky, Városi Képtár (Lengyelország)
- Kecskemét, Katona József Múzeum
- Leverkusen, Erholungshaus der Bayer A.G.Kunstsammlung (Németország)
- Pécs, Janus Pannonius Múzeum, Modern Magyar Képtár
- Pécs, Janus Pannonius Tudományegyetem
- Paks, Paksi Képtár
- Szöul, National Museum of  Contemporary Art (Dél-Korea)
- Szczecin, Muzeum Narodowe (Lengyelország)
- Szentendre, Ferenczy Múzeum
- Székesfehérvár, István Király Múzeum
- Szombathely, Képtár
- Washington, National Museum of Women in the Arts (USA)
- Vence, Fondation Károlyi (Franciaország)
- Villány, Szoborpark
- Bécs, Zentralsparkasse und Kommerzialbank (Ausztria)

## Pedagógiai munkássága
- 1983-tól Pécsett, a JPTE-n tanít rajzot, festészetet
- 1985: vendégtanár: Cergy – Pontoise, École des Beaux-Arts, Franciaország
- 1991: egyetemi tanár, a Pécsi Képzőművészeti Mesteriskola egyik alapítója
- 1995: A Pécsi Tudományegyetem Művészeti Karán a festészeti DLA program vezetője
- 1999: University of Hertfordshire, Faculty of Fine Arts, Anglia, vendégtanár (Erasmus)
- 2001: Széchenyi Professzori Ösztöndíj
- 2003: Professor emerita

## Szakmai testületi tagságai
- 1959 – Művészeti Alap, MAOE
- 1992 – Széchenyi Művészeti Akadémia
- 1996 – Magyar Festők Társasága
- 1997 – Belvárosi Művészek Társasága, Budapest

## Díjai, elismerései
- 1945: Jászai István 1 pengőért megvette egy rajzát
- 1963: Premio Gubbio
- 1984: Munkácsy Mihály-díj
- 1990: Érdemes művész
- 1994, 1996: A Magyar Köztársasági Érdemrend tisztikeresztje
- 2000: Kossuth-díj
- 2009: Prima díj
- 2011: Pécs díszpolgára
- 2014: A Nemzet Művésze
- 2019-ben a Forbes őt választotta a 10. legbefolyásosabb magyar nőnek a kultúrában
- 2021: Különleges nemzetközi elismerés, hogy Rekonstrukció című műve bekerült a párizsi Pompidou központ Modern Művészetek Múzeumának gyűjteményébe.[6]